# David Jobin
David Jobin (* 27. September 1981 in Bern) ist ein ehemaliger Schweizer Eishockeyspieler, der von 1998 bis 2017 für den SC Bern in der National League A spielte und mit diesem fünf Mal die Schweizer Meisterschaft gewann.

## Karriere
Der auf der Position des Verteidigers agierende Berner David Jobin spielte in seiner Jugend für den HC Franches-Montagnes, ehe er noch als Juniorenspieler zum SC Bern wechselte, für den er im Verlauf der Saison 1998/99 in der Nationalliga A debütierte. In derselben Saison sammelte er ausserdem Spielpraxis beim Kantonsrivalen EHC Biel in der Nationalliga B. Während des Spieljahres 1999/2000 setzte er sich endgültig als Stammkraft beim SC Bern durch, für den er in den folgenden Spielzeiten regelmässig auflief.
Mit dem Stadtberner Verein gewann der rechts schiessende Akteur insgesamt fünfmal die Schweizer Meisterschaft. Sein Kontrakt beim SC Bern lief bis zum Ende der Saison 2016/17, anschliessend beendete er seine Karriere.

### International
Für die Schweiz nahm Jobin an der U18-Junioren-Europameisterschaft 1998, der U18-Junioren-Weltmeisterschaft 1999 sowie den U20-Junioren-Weltmeisterschaften 1999, 2000 und 2001 teil. Für die Seniorenauswahl stand er mehrfach auf dem Eis, allerdings ohne sich langfristig als Stammkraft zu etablieren.

## Erfolge und Auszeichnungen
- 2004 Schweizer Meister mit dem SC Bern
- 2010 Schweizer Meister mit dem SC Bern
- 2013 Schweizer Meister mit dem SC Bern
- 2015  Schweizer Cupsieger mit dem SC Bern
- 2016 Schweizer Meister mit dem SC Bern
- 2017 Schweizer Meister mit dem SC Bern

### International
- 1999 All-Star Team der U18-Junioren-Weltmeisterschaft